# TOICA
TOICA (トイカ, Toika, acronyme de TOkai Intelligent CArd), est une carte à puce sans contact, utilisée par la compagnie ferroviaire japonaise JR Central comme moyen de payement (porte-monnaie électronique) et titre de transport.

## Historique
La carte TOICA a été mise en service le 25 novembre 2006.

## Utilisation

### Description
La carte TOICA repose sur la technologie FeliCa mise au point par Sony. Lors de l'entrée dans le réseau ferroviaire, l'usager approche la carte d'un terminal dédié. Ce dernier alors authentifie et ouvre une session sur la carte en inscrivant le nom de la gare d'entrée et prélève le montant minimum d'un trajet. Lors de la sortie du réseau ferroviaire, l'usager répète la manipulation. Le terminal de la gare de sortie connait alors le trajet effectué par l'usager, et éventuellement débite le compte présent dans la carte en fonction de la distance parcourue.
Étant donc de type pré-payée, la carte doit contenir (sous forme électronique) une somme d'argent supérieure ou égale à celle nécessaire pour le trajet minimum. Cette carte est rechargeable sur des bornes situées à l'entrée des gares ainsi que sur les quais, et permet de passer les portiques en approchant simplement la carte d'un capteur. La carte fonctionne même à travers du tissu ou du cuir, il n'est donc pas nécessaire de la sortir de son portefeuille ou de sa poche. La distance entre la carte et le terminal pouvant aller jusqu'à quelques centimètres.

Comment utiliser la carte TOICA sur un terminal
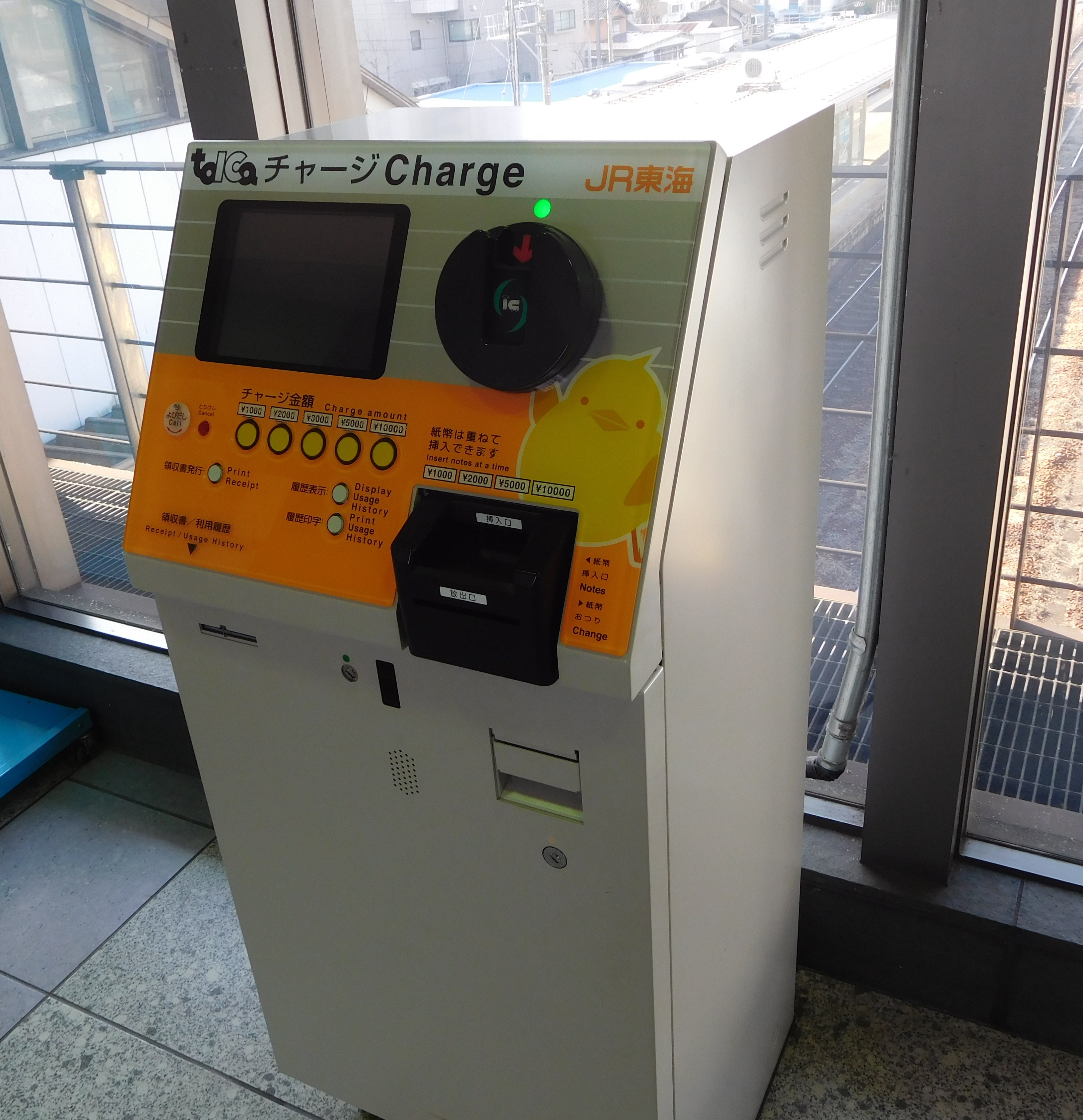
Borne de chargement

### Couverture
En 2022, La carte TOICA est acceptée sur les lignes JR Central suivantes :
- Ligne principale Tōkaidō, entre Atami et Maibara et Ōgaki et Mino-Akasaka,
- Ligne Gotemba, entre Kōzu et Numazu,
- Ligne Minobu, entre Fuji et Nishi-Fujinomiya,
- Ligne Iida, entre Toyohashi et Toyokawa,
- Ligne Taketoyo, entre Ōbu et Taketoyo,
- Ligne principale Chūō, entre Nagoya et Nakatsugawa,
- Ligne principale Kansai, entre Nagoya et Kameyama,
- Ligne principale Takayama, entre Gifu et Mino-Ōta,
- Ligne Taita, entre Mino-Ōta et Tajimi.

La carte TOICA est également valable sur la ligne Aichi Loop.

### Interopérabilité
La carte TOICA peut également être utilisée dans la zone couverte par les cartes Kitaca, Suica, PASMO, ICOCA, SUGOCA, Manaca, PiTaPa, Hayakaken et Nimoca. Cependant il n'est pas possible d’utiliser la carte pour un trajet entre 2 gares couvertes par des cartes différentes.